# Charlie Parsley
Charles Henry Parsley, detto Charlie (London, 13 ottobre 1925 – Las Vegas, 1º ottobre 1997), è stato un cestista e allenatore di pallacanestro statunitense, professionista nella NBA, nella ABL e nella NPBL.